# Scaphiophryne calcarata
Scaphiophryne calcarata ist eine Amphibienart aus der Familie der Engmaulfrösche (Microhylidae).

## Merkmale
Die Art erreicht eine Länge von 23 Millimetern. Die Körperoberseite ist dunkelbraun, grau marmoriert und weist eine graue Querbinde vorne zwischen den Augen auf. Vor jedem Auge ist ein dreieckiger weißer Fleck vorhanden. Eine weiße Binde verläuft vom Auge zum Arm und auf dessen Vorderseite hin. Die Oberseite der Oberschenkel ist manchmal dunkel gebändert. Kehle und Brust sind braun mit weißen Flecken oder weiß mit schwärzlichen Flecken. Der Vorderkopf ist kurz, hoch und abgerundet. Der Canthus rostralis ist stumpf und die Zügelregion fällt fast senkrecht ab und ist nicht vertieft. Der Interorbitalraum ist etwas breiter als ein oberes Augenlid. Das Trommelfell ist unsichtbar. Die mäßig langen Zehen sind an der Basis durch eine Schwimmhaut verbunden. Finger und Zehen enden spitz. Der erste Finger ist kürzer als der zweite. Subarticularhöcker und Metatarsalhöcker sind stark vorspringend. Direkt hinter jedem Tibiotarsalgelenk findet sich ein flacher, großer Höcker. Das Tibiotarsalgelenk reicht bei nach vorn an den Körper angelegtem Hinterbein bis zur Schulter. Die Haut ist glatt, aber bei Männchen auf Kopf und Rücken deutlich gekörnelt.

## Vorkommen
Scaphiophryne calcarata kommt in Madagaskar im Nordwesten, Westen, Südwesten und äußerten Südosten in Höhenlagen von 0 bis 700 Meter vor. Möglicherweise ist sie in den meisten trockenen Gebieten im madegassischen Westen und Südwesten anzutreffen.

## Systematik
Die Art wurde 1895 von François Mocquard als Calophrynus calcaratuserstbeschrieben. R. M. A. Blommers-Schlösser und C. P. Blanc stellten sie 1991 in die Gattung Scaphiophryne.

## Gefährdung
Scaphiophryne calcarata wird von der IUCN als „Least Concern“ (ungefährdet) eingestuft.